# Naylor Brothers

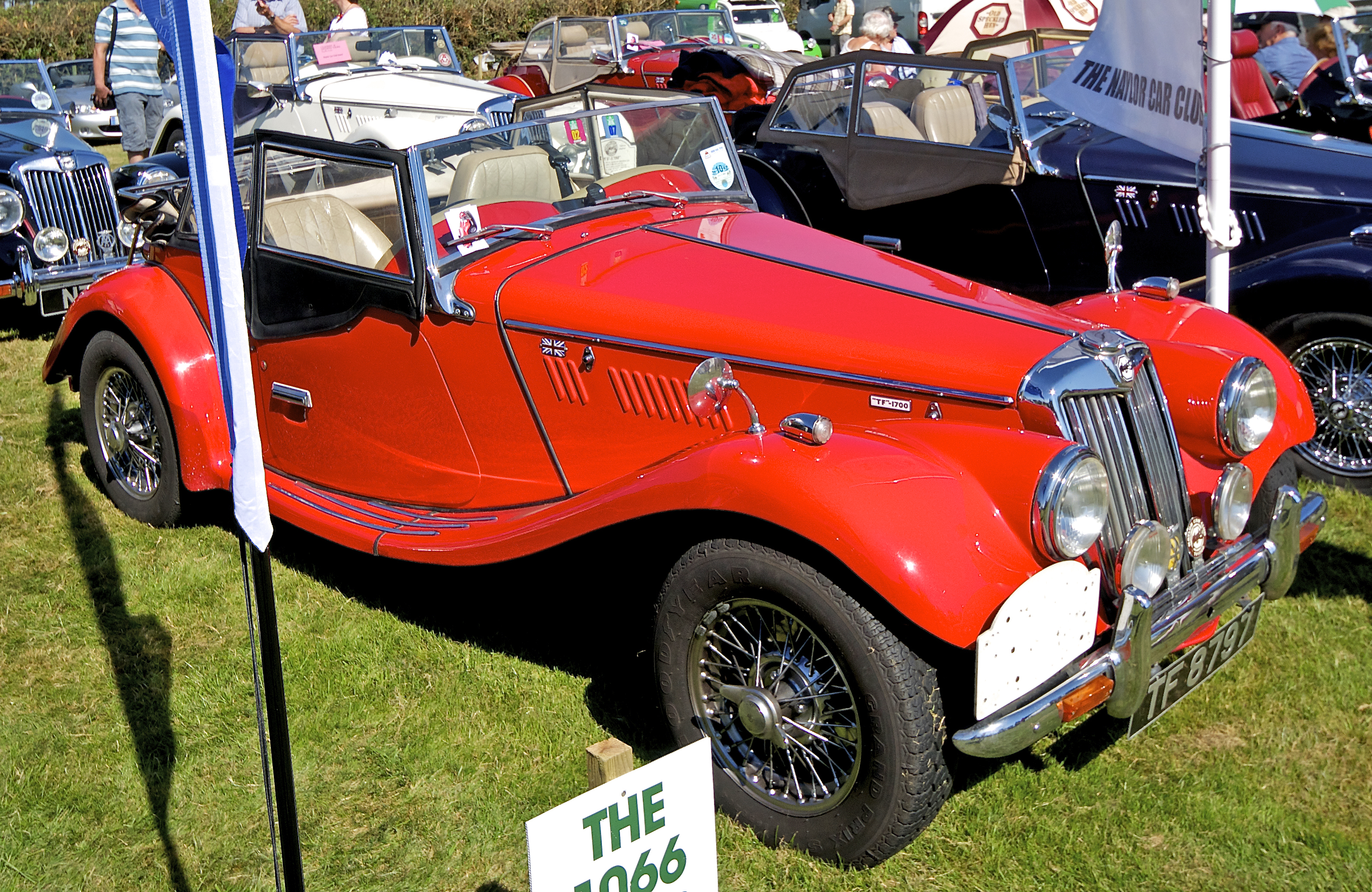
Naylor TF

Naylor Brothers war ein britischer Restaurierungsbetrieb und Hersteller von Automobilen.

## Unternehmensgeschichte
Die Brüder Alistair und David Naylor gründete 1966 das Unternehmen in Bradford in der Grafschaft West Yorkshire. Sie begannen mit der Restaurierung alter Fahrzeuge, insbesondere von MG. Im Sommer 1984 präsentierten sie ihr erstes eigenes Fahrzeug. Damit begann die Produktion von Automobilen und Kits. Der Markenname lautete Naylor. Im Juli 1986 endete die Produktion, als das Unternehmen liquidiert wurde. Insgesamt entstanden etwa 100 Exemplare.
Hutson Motor Company setzte die Produktion unter eigenem Markennamen fort.

## Fahrzeuge
Das einzige Modell war der TF, auch 1700 TF genannt. Dabei handelte es sich um eine Nachbildung des MG TF. Die Basis bildete ein Fahrgestell. Die Karosserie bestand aus Stahl. Ein Vierzylindermotor vom Morris Ital mit 1700 cm³ Hubraum trieb das Fahrzeug an.